# Telebasis boomsmae
Telebasis boomsmae är en trollsländeart som beskrevs av Rosser W. Garrison 1994. Telebasis boomsmae ingår i släktet Telebasis och familjen dammflicksländor. Inga underarter finns listade i Catalogue of Life.